# Ciavatta e Rosicchio
Ciavatta e Rosicchio (Hiawatha's Rabbit Hunt) è un film del 1941 diretto da Friz Freleng. È un cortometraggio d'animazione della serie Merrie Melodies, prodotto dalla Leon Schlesinger Productions e uscito negli Stati Uniti il 7 giugno 1941, distribuito dalla Warner Bros. Il corto ha come protagonisti Bugs Bunny e Hiawatha, un nativo americano realmente esistito protagonista del poema epico di Henry Wadsworth Longfellow La canzone di Hiawatha, ampiamente citato nel film. A partire dal 1996, il corto è più noto in Italia col titolo Coniglio in umido.
Ciavatta e Rosicchio fu il primo cortometraggio di Bugs Bunny diretto da Freleng, e venne candidato per l'Oscar al miglior cortometraggio d'animazione ai premi Oscar 1942, perdendo a favore del film Disney Porgimi la zampa. La sconfitta fu parodiata in Rosicchio prende un Oscar, dove Bugs mostra al pubblico degli Oscar una sequenza del corto per cercare di ricevere il premio al posto di James Cagney. Il 12 febbraio 1944 il cortometraggio integrale fu rieditato con l'insegna "Blue Ribbon".

## Trama
Bugs sta leggendo La canzone di Hiawatha accanto a un fiume, quando la storia diventa reale e Hiawatha (basso e di aspetto simile a Taddeo) appare remando nella sua canoa. Leggendo che Hiawatha è alla ricerca di un coniglio per cena, Bugs fugge ma poco dopo viene trovato già in pentola dallo stesso Hiawatha, in quanto il coniglio crede si tratti di una vasca da bagno. Bugs la svuota subito dopo che Hiawatha gli menziona casualmente che cenerà con uno stufato di coniglio. In seguito, Bugs continua a sfuggire ripetutamente alle grinfie del pellerossa e a ingannarlo, finché Hiawatha non si stufa, rompe il suo arco e si allontana con la canoa. Dopo che Bugs termina con ironia la recitazione del poema, Hiawatha lo raggiunge improvvisamente, gli dà un bacio (come di solito il coniglio fa con i suoi avversari) e se ne va di nuovo, mentre Bugs si mette a sputacchiare disgustato.

## Distribuzione

### Edizione italiana
Il corto fu distribuito nei cinema italiani il 19 maggio 1949, in lingua originale. Fu doppiato in italiano dalla C.D.C. nel 1989 per la trasmissione televisiva all'interno di Blob Cartoons, rubrica del programma televisivo di Rai 3 Blob. Nel 1996, sempre per la trasmissione televisiva, il corto fu ridoppiato dalla Angriservices Edizioni sotto la direzione di Renzo Stacchi e su dialoghi di Giorgio Tausani. Non essendo stata registrata una colonna sonora senza dialoghi, nelle scene parlate la musica fu sostituita.

### Edizioni home video
Il cortometraggio è incluso nel disco 2 della raccolta DVD Warner Bros. Home Entertainment: Collezione Oscar d'animazione, con i titoli originali ripristinati.